# Ricky van Haaren
Ricky van Haaren (Rotterdam, 21 giugno 1991) è un ex calciatore olandese, di ruolo centrocampista.

## Carriera

### Club
Van Haaren ha iniziato nelle giovanili del Excelsior . Nel novembre 2007 ha firmato un contratto triennale con il Feyenoord. Con la prima squadra debutta il 2 maggio 2010. Nel giugno 2012 firma un contratto biennale con il VVV-Venlo.

### Nazionale
Ha più volte rappresentato la Nazionale Under-18 di calcio dell'Olanda, l'under-19, l'under-20 e l'Under-21. Il primo gol con l'Under-21 lo ha segnato contro i pari età del Lussemburgo nella vittoria per 4-0.

## Palmarès

### Club

#### Competizioni nazionali
- Coppa di Slovacchia: 1

Slovan Bratislava: 2017-2018